# Катартові
Катартові, американські грифи або грифи Нового Світу (Cathartidae) — родина птахів з ряду катартоподібних, що мешкають в районах Північної і Південної Америки з помірним і тропічним кліматом. Представники родини характеризуються крупними розмірами і ширяючим польотом; живляться падаллю. В результаті конвергентної еволюції вони придбали велику схожість з деякими денними хижими птахами (грифами Старого Світу), займаючи аналогічну екологічну нішу.

## Філогенетичне походження
Незважаючи на чималу кількість знайдених залишків катартових, шляхи їх еволюції остаточно не з'ясовані. Багато вимерлих таксонів, які в рівній мірі могли б належати до катартових, так і до інших груп птахів, вважаються представниками цієї родини. У доісторичні часи катартовіможливо мешкали в Європі і навіть могли там еволюціонувати, хоча свідоцтва цього залишаються дуже спірними. Незалежно від походження, в пліоцені та плейстоцені спостерігалася набагато більша різноманітність катартових, порявняна з різноманітністю грифів Старого Світу. Зникнення катартових в Новому Світі збігається з вимиранням великих ссавців плейстоцену — їх основного джерела живлення.
Вимерлими родами цієї родини вважаються:
- Diatropornis (пізній еоцен/ранній олігоцен — середній олігоцен, Франція)
- Phasmagyps (ранній олігоцен, захід і центр Північної Америки)
- Brasilogyps (пізній олігоцен — ранній міоцен, Бразилія)
- Hadrogyps (середній міоцен, південний захід Північної Америки)
- Pliogyps (пізній міоцен — пізній пліоцен, південь Північної Америки)
- Perugyps (пізній міоцен/ранній пліоцен, південь і центр Перу)
- Dryornis (ранній — пізній пліоцен, Аргентина, можливо належить сучасному роду Vultur)
- Aizenogyps (пізній пліоцен, південний схід Північної Америки)
- Breagyps (пізній плейстоцен, південний захід Північної Америки)
- Geronogyps (пізній плейстоцен, Перу)
- Wingegyps (пізній плейстоцен, Бразилія)
- Parasarcoramphus (Європа)

Залишки птахів, схожих на катартових, які були знайдені в Монголії (пізній олігоцен), біля озера Крік-Майн (Creek Mine, США, пізній міоцен/ранній пліоцен), в Аргентині (середній пліоцен) і в пізніших відкладеннях на Кубі, ще не отримали вичерпної наукової оцінки щодо їх родової приналежності. Є також вимерлі види всередині існуючих нині родів.
Факт присутності катартових в Європі за часів неогену не має достатнього підтвердження. У найранішому періоді Неогену в Європі мешкав рід Plesiocathartes, що можливо належить до грифів Нового Світу. З іншого боку, рід Neocathartes, що довгий час зараховувався до катартових, нині відносять до вимерлої родини Bathornithidae журавлеоподібних птахів.
Відома близька до катартових вимерла родина тераторнід, що морфологічно є (північно) американським двійником катартових. Вид Aiolornis incredibilis, що належить до цієї родини, іноді називають «гігантським кондором», оскільки він повинен був би виглядати подібно до сучасних птахів. Проте тераторніди не мають дуже близької філогенетичної спорідненості з сучасними кондорами, а швидше за все є прикладом конвергентної і паралельної еволюції. Деякі дослідження указують на те, що тераторніди все ж таки повинні мати меншу зовнішню схожість з катартовими, оскільки вони, ймовірно, були більш хижими птахами, на відміну від сучасних катартових.
Раніше вважалося, що катартові мають віддалену спорідненість з грифами Старого Світу або іншими денними хижими птахами (ряду соколоподібних, Falconiformes). Зовні вони нагадують грифів Старого Світу завдяки конвергентній еволюції, але по морфологічних, поведінковим і генетичним особливостям набагато ближче до лелек, що пізніше виразилося в їх приєднанні до ряду лелекоподібних.
Тим не менш, за останній час їх відношення до лелекоподібних також піддається критиці деякими дослідниками, оскільки в традиційній класифікації лелекоподібні не вважаються монофілетичною групою, а по класифікации Сиблі і Алквіста є парафілетичною групою, тобто не включають всі групи, що виникли від одного і того ж загального предка. З іншого боку, спроби відновити еволюційну історію всього ряду лелекоподібних за допомогою молекулярного аналізу, як це було зроблено, наприклад, Сиблі і Алквістом, також виглядають неоднозначними. Відповідно, деякі учені виступають за повернення цієї родини до ряду соколоподібних і навіть за її виділення в окремий ряд Cathartiformes (разом з вимерлою родиною Teratornithidae), не пов'язаний тісно ні з хижими птахами, ні з лелеками. Зрештою, у 2014 році було проведено масштабне генетичне дослідження аналізу ДНК хижих птахів, згідно з яким катартові є близькими до яструбоподібних, за винятком соколових, яких виокремили в монотипових ряд соколоподібних.

## Систематика
Родина містить 7 сучасних видів у 5 родах:
- рід Катарта (Cathartes)
  - Катарта червоноголова (Cathartes aura)
  - Катарта саванова (Cathartes burrovianus)
  - Катарта лісова (Cathartes melambrotus)
- рід Урубу (Coragyps)
  - Урубу (Coragyps atratus)
- рід Каліфорнійський кондор (Gymnogyps)
  - Кондор каліфорнійський (Gymnogyps californianus)
- рід Королівський кондор (Sarcoramphus)
  - Кондор королівський (Sarcoramphus papa)
- рід Кондор (Vultur)
  - Кондор андійський (Vultur gryphus)

## Зовнішній вигляд

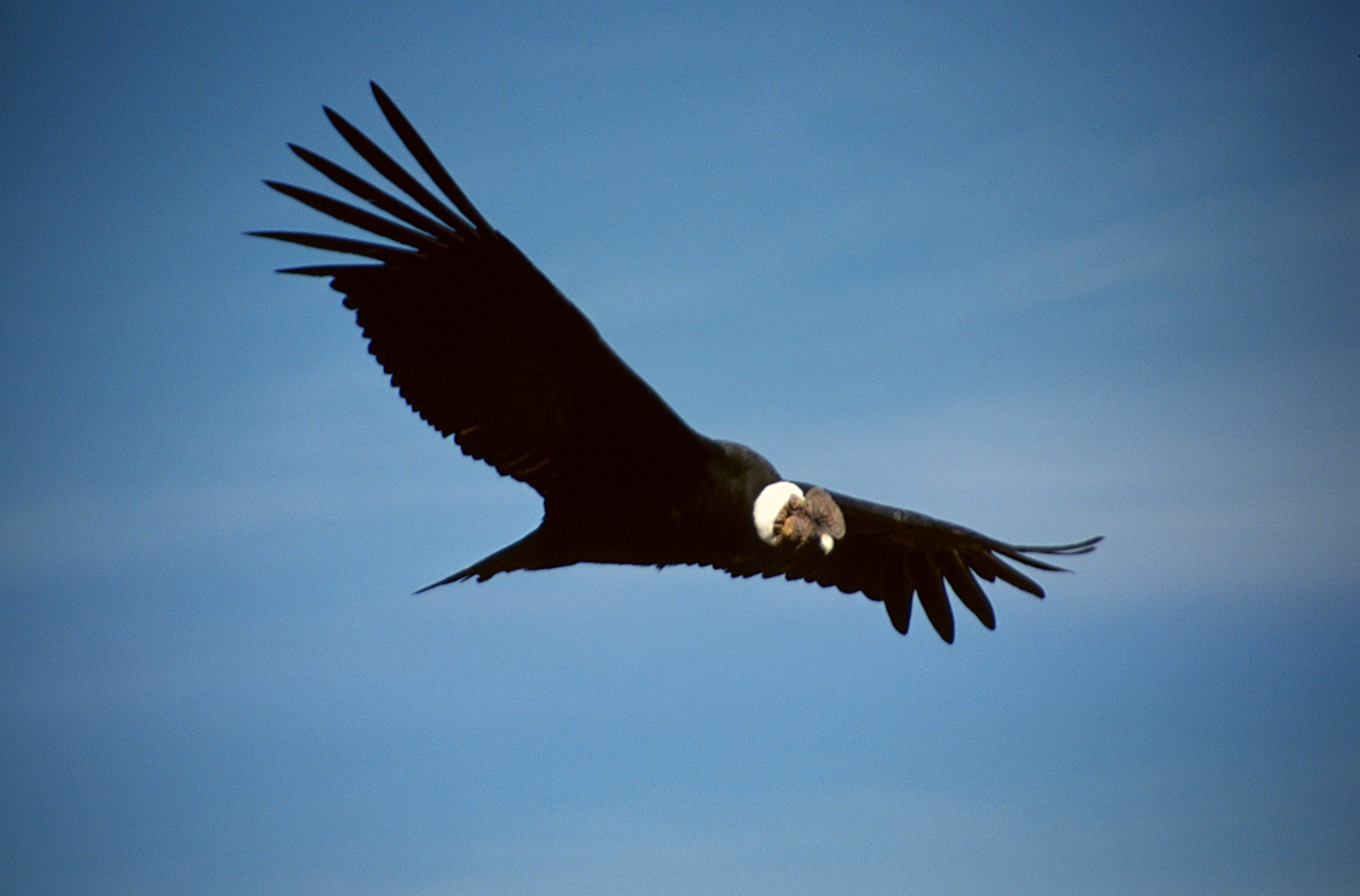
Андійський кондор (Vultur gryphus), біля Хреста Кондора, долина Колка, Перу.

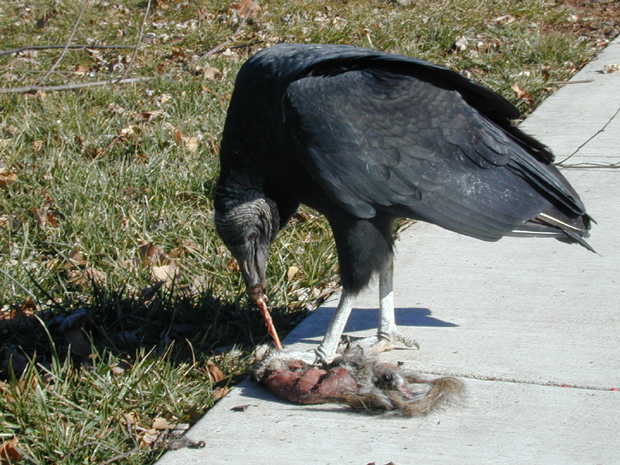
(Coragyps atratus, що поїдає падаль

Грифи Нового Світу — великі птахи-некрофаги (падальники) довжиною 60—112 см. Мають носові отвори без перегородки, дзьоб, звужений до кінця, і хвіст, що складається з 12 рульових пір'їн. Оперення, як правило, коричневий-чорне, на нижній поверхні крила є світлі ділянки. Різниці Самок і самців зовні невиразні.

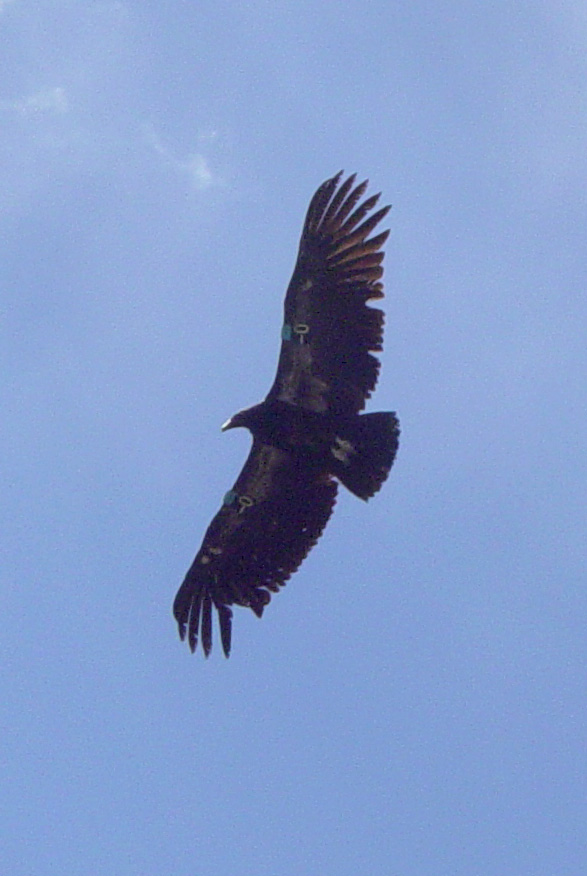
Каліфорнійський кондор (Gymnogyps californianus) у районі Великого Каньйону, США.

Гребінчасті грифи, до яких відносять андійського (Vultur gryphus) і каліфорнійського (Gymnogyps californianus) кондорів і королівського грифа (Sarcoramphus papa), відрізняються м'ясистими гребенями в основі дзьоба і на лобі.
Андійський кондор має оперення чорного кольору з білим коміром і плямами на крилах, з червоною голою шиєю. Цей вид характеризується довжиною до 130 см, а шириною з розпростертими крилами до 3,2 м, будучи найбільш крупним представником кілегрудих птахів. Водиться у високих горах Південної Америки — від Еквадору до 45° пд.ш. (Чилі). Харчується трупами крупних тварин, але харчується і трупами овець та інших дрібніших ссавців. Каліфорнійський кондор, близький до андійського, але декілька дрібніше останнього. Водиться в горах Каліфорнії і Аризони. Практично зник в 20 столітті; починаючи 1980 року вельми успішно здійснюється програма відновлення чисельності цього виду.

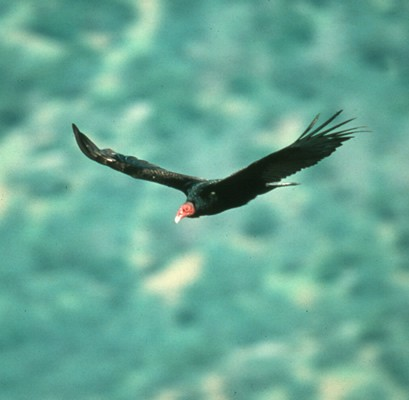
Катарта червоноголова (Cathartes aura)

Королівський гриф відрізняється оперенням білого і рожево-білого кольору, окрім чорного махового і рульового пір'я і забарвлених червоним і жовтим кольором голови і шиї, завдовжки близько 90 см. Водиться в лісистих країнах Південної Америки — від 32° пд.ш. у Аргентині до південної Мексики.
Грифи з родів катарта (Cathartes) та урубу (Coragyps) не мають м'ясистих виростов. Катарта червоноголова (Cathartes aura), чорно-бурого кольору з металевим блиском і червоною головою і шиєю, завдовжки 78 см, а Coragyps atratus, чорного кольору з бурим відтінком і сірою головою і шиєю, завдовжки 60 см, поширені по всій Америці.